# Heinrich Preß
Heinrich Richard Ernst Press (* 31. Dezember 1901 in Oker/Harz; † 14. August 1968 in Berlin) war ein deutscher Wasserbauingenieur und Hochschullehrer.

## Leben
Heinrich Press war der Sohn des Postbeamten Richard Press (1871–1952) und der Ärztin Emma, geb. Lehrmann (1880–1935). 1922 bestand er in Braunschweig sein Abitur und begann ein Bauingenieurstudium an der Technischen Hochschule Braunschweig. Später an der Technischen Hochschule Berlin, wo er Assistent war, 1926 die Diplomprüfung ablegte und 1929 mit dem Thema Fragen der Bodenmechanik promoviert wurde. Er war Mitarbeiter für statische Aufgaben bei Heinrich Müller-Breslau. Seine 2-jährige Referendarzeit vor dem zweiten Staatsexamen zum Regierungsbaumeister absolvierte er bei der Reichswasserstraßenverwaltung in Potsdam und der preußischen Wasserwirtschaftsverwaltung.
1928 wurde er bei einem 1876 von Maurermeister Gottlieb Tesch († 1912) gegründeten Unternehmen beschäftigt, wo er 1935 Prokurist wurde und später Direktor und Geschäftsführer wurde. Er wurde Direktor bei der Julius Berger Tiefbau AG, welche Gottlieb Tesch 1941 als Tochterfirma erworben hatte.
1948 wurde er Nachfolger von Adolf Ludin auf dem Lehrstuhl für Wasserbau und Wasserwirtschaft der Technischen Hochschule Berlin und veröffentlichte im selben Jahr eine Arbeit über Erddruck, die von Johann Ohde in einem Brief an ihn kritisiert wurde. Preß veranlasste den Neubau der Wasserbau Versuchsanstalt und verfasste mehrere Bücher. 1955 wurde das Laboratorium in ein eigenständiges Institut für Wasserbau und Wasserwirtschaft umgewandelt. Zahlreiche internationale Wasserbauvorhaben wurden von ihm geplant oder begutachtet. Er erhielt acht Ehrendoktorwürden bzw. Ehrenprofessorwürden und den diplomatischen Grad eines Vizekonsuls verliehen. Er war Präsident des Deutschen Wasserwirtschaftsverbandes.

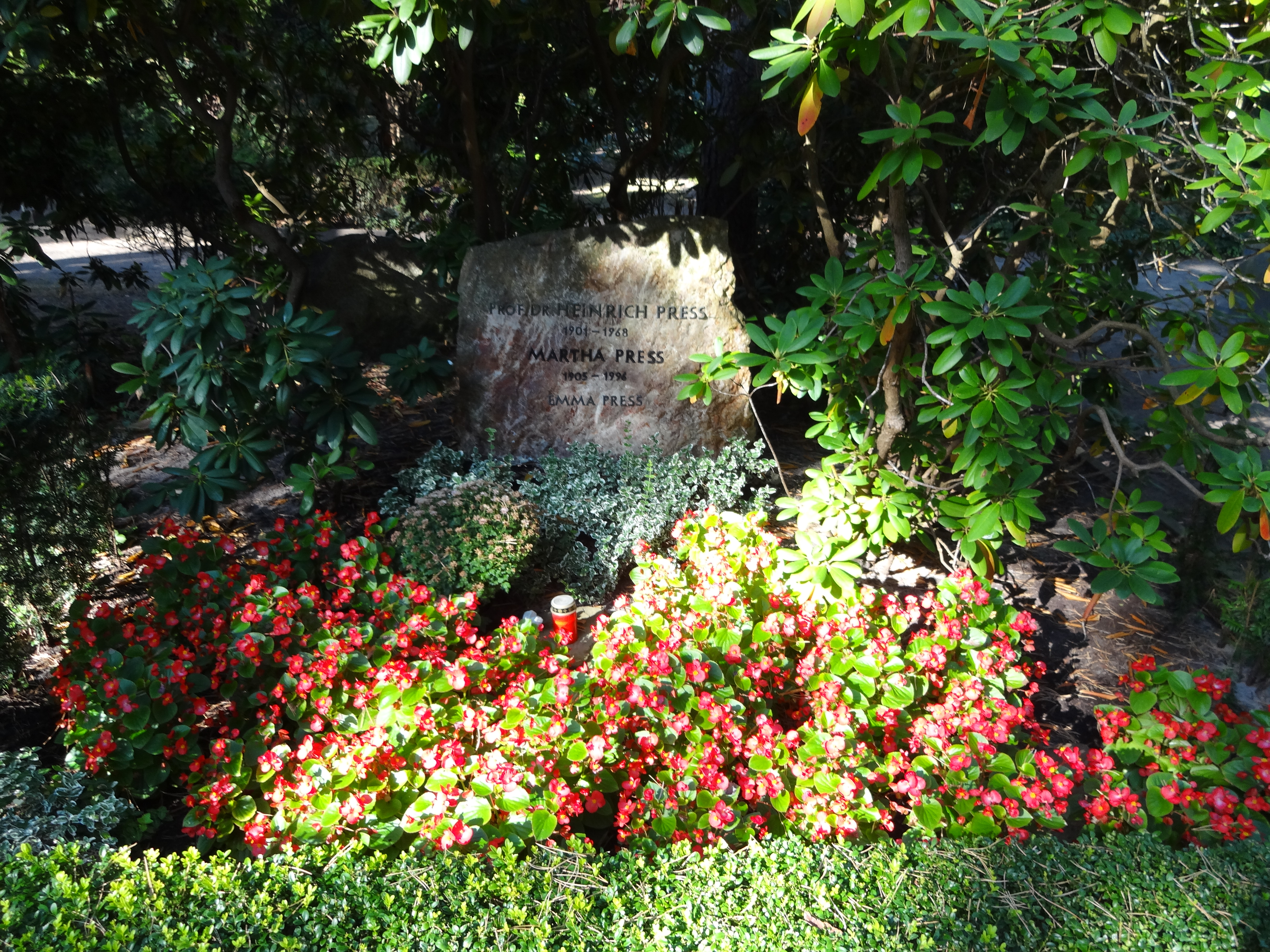
Grablege

Press heiratete 1930 Martha Frieda, geb. Bradtner (1905–1996). Aus der Ehe gingen zwei Söhne hervor. Press ist auf dem Waldfriedhof Dahlem bestattet.

## Veröffentlichungen
- Stauanlagen und Wasserkraftwerke. mehrbändig
- Wasserstraßen und Häfen. mehrbändig
- Hydromechanik im Wasserbau, mit Ralph Schröder[3][4][5]